# Kelebia
Kelebia es un pueblo del condado de Bács-Kiskun, en la región de la Gran Llanura Meridional, al sur de Hungría. Aquí se encuentra el cruce ferroviario hacia la provincia serbia de Voivodina.
Los croatas en Hungría llaman a este pueblo Kelebija.

## Historia

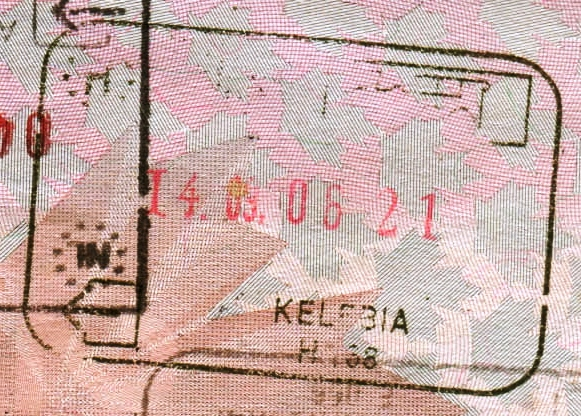
Sello de salida del pasaporte de Kelebia a través del cruce ferroviario.

La frontera trazada en 1918 dividió el pueblo en dos países: Hungría y el Reino de los Serbios, Croatas y Eslovenos. Hoy en día, los municipios se llaman Kelebia en Hungría y Kelebija en Serbia.

## Geografía
Tiene una superficie de 66,7 kilómetros cuadrados y tiene una población de 2 339 habitantes (2024).